# Kurt Schuschnigg
Kurt Schuschnigg o von Schuschnigg (Riva del Garda, entonces parte del Imperio austrohúngaro, 14 de diciembre de 1897-Mutters, cerca de Innsbruck, 18 de noviembre de 1977) fue un político austríaco, que en 1934 sucedió a Engelbert Dollfuss como canciller de Austria —en ese momento bajo un régimen de gobierno autoritario— tras el asesinato de este. Ocupó el cargo hasta 1938, cuando dimitió por la presión de Hitler, previa al Anschluss.

## Carrera política
La familia provenía de Klagenfurt y era de origen esloveno. Schuschnigg estudió derecho en la Universidad de Innsbruck y sirvió en las filas austriacas durante la I Guerra Mundial, como oficial de artillería. Los italianos lo hicieron prisionero junto con su padre.
Tras la guerra se incorporó al Partido Socialcristiano austriaco, ejerció la abogacía en Innsbruck y fue elegido al Parlamento en 1927, con 30 años. En 1930 fundó una milicia irregular, reclutada de entre las filas de las juventudes católicas. Entre 1932 y 1933 ocupó el cargo de ministro de Justicia; al año siguiente se le nombró para la cartera de Educación.
En julio de 1934, a raíz del asesinato de Dollfuss durante el fallido golpe de Estado de julio fue designado canciller (jefe de Gobierno) y asumió también la cartera de Defensa. Por su parte, Starhemberg asumió la vicepresidencia del Gobierno.

## Gobierno

### Intentos de lograr protección de las potencias
La muerte de Dollfuss no había cambiado la situación política austriaca: a la persecución del partido socialista y la peligrosa oposición del partido nacionalsocialista apoyado por Alemania se unía la inestabilidad gubernamental en la que los socialcristianos (conservadores católicos) se oponían a los fascistas de las milicias de la Heimwehr apoyados por Italia. Schuschnigg se propuso acabar con esta crisis de gobierno permanente terminando con el poder de la Heimwehr. Para ello necesitaba librarse de la influencia italiana y lograr el apoyo de la oposición nazi. Por otro lado, para evitar una posible invasión alemana, deseaba forjar una alianza italo-franco-británica que garantizase militarmente la independencia austriaca y complementase las garantías políticas del Tratado de Saint-Germain-en-Laye y los protocolos de Ginebra de 1922. En agosto y septiembre y tras recabar pruebas de la intromisión alemana en los asuntos internos austriacos, Schuschnigg solicitó a las tres potencias la formación de la ansiada liga que debía proteger a su país, al tiempo que rechazaba la propuesta italiana de un pacto bilateral al que luego pudiesen unirse las otras dos potencias. El 12 de septiembre y acompañado del ministro de Asuntos Exteriores, viajó a Ginebra para presentar este plan. El 27 de septiembre de 1934, logró el apoyo del Reino Unido, Francia e Italia, que proclamaron su interés en que Austria se mantuviese independiente, aunque no se comprometieron a auxiliar a la república en caso de ser amenazada por Alemania, principalmente por la negativa británica a intervenir militarmente en Centroeuropa. Checoslovaquia y Yugoslavia se mostraban contrarias al plan austriaco, Francia respaldaba la posición de estos aliados suyos e Italia se mostró hostil a tener en cuenta los intereses de la Pequeña Entente: el plan del canciller austriaco fracasó. Francia e Italia, empero, aceptaron la necesidad de reforzar la protección de la república alpina ante nuevas posibles agresiones alemanas, y presentaron una serie de propuestas entre octubre y diciembre.
Por otro lado, las negociaciones internas con los adversarios del régimen, fundamentalmente los pangermanos y nacionalsocialistas moderados, fracasaron en noviembre. Pese a ello, Schuschnigg liberó a cuatro mil presos nacionalsocialistas, socialistas y comunistas de los cinco mil encarcelados en el campo de concentración de Wöllersdorf entre septiembre y diciembre, como gesto de conciliación con la oposición.
Los acuerdos franco-italianos de enero de 1935 en los que se planteó la firma de tratados de no agresión entre Austria y sus vecinos reforzaron temporalmente la protección de la república alpina. Schuschnigg visitó Londres y París el mismo mes con la esperanza de reforzar el bloque proaustriaco. Austria, no obstante, deseaba obtener una garantía territorial clara de Italia y Francia que incluyese el socorro militar en caso necesario, meta que no logró. Aunque el acuerdo militar franco-italiano del 27 de junio incluía la defensa de Austria por los dos países firmantes, nunca llegó a ratificarse. En febrero, el Reino Unido se unió con tibieza a la declaración franco-italiana en favor de la independencia austriaca. El sorprendente anuncio alemán de la recuperación del servicio militar el 16 de marzo reforzó la cooperación franco-italo-británica para asuntos centroeuropeos. La consecuencia inmediata fue la reunión de los mandatarios de los tres países en la conferencia de Stresa a mediados de abril. La crisis internacional por el enfrentamiento entre Italia y Etiopía que determinó el empeoramiento de las relaciones entre el Reino Unido e Italia y centró el interés de las naciones puso fin a las complicadas negociaciones multinacionales para poner el marcha el plan italo-francés de enero. La tensión entre Italia y el Reino Unido, empeñado en incluir a Austria entre el grupo que aplicaba a aquella sanciones por su campaña militar en África, complicó la posición internacional austriaca, de equilibrio entre las dos potencias enfrentadas.
La remilitarización de Renania en marzo de 1936 desató el pánico en el Gobierno austriaco, convencido de que su país sería el próximo objetivo del caudillo alemán. El abandono en la práctica del plan franco-italiano de garantías mutuas entre los países de la región, la acción de Hitler en el Rin y el empeoramiento de las relaciones italo-francesas tras la marcha del Gobierno de Pierre Laval preocupaban hondamente a Viena. El Ejecutivo austriaco decidió aceptar el reforzamiento de los Protocolos de Roma que antes había rechazado y solicitar secretamente a Francia la creación de una alianza militar que incluyese al Reino Unido y a Italia que pudiese rechazar la invasión alemana que temía. Francia desoyó los ruegos austriacos e Italia, enfrascada en el conflicto africano fue acercándose paulatinamente a Alemania.

### Intentos de conciliación con Alemania
A la inclinación personal antiitaliana y al convencimiento de la necesidad de acabar con el poder político de la Heimwehr, se unía la idea de que la única forma de mantener la independencia de Austria era desarrollar una política de apaciguamiento con Alemania. Cualquier provocación a Alemania debía evitarse, se debía lograr su aceptación de la situación política y se debía alcanzar un acuerdo con el partido en Austria. Ante el acercamiento italiano a Berlín, en abril de 1936 el canciller comenzó a sopesar la necesidad de resolver las diferencias con el Reich, posibilidad deseada también por el Gobierno italiano. Por entonces, la posición internacional austriaca era débil: el espionaje austriaco alertaba de un inminente ataque alemán, Francia había desdeñado las propuestas austriacas de alianza, la Sociedad de Naciones estudiaba imponer un embargo petrolero a Italia, el Reino Unido se negaba tajantemente a garantizar la independencia austriaca y Alemania continuaba su veloz rearme. Así, el 4 de mayo el canciller propuso a Von Papen negociaciones para lograr la reconciliación entre Austria y Alemania, que condujeron a varios meses de negociaciones bilaterales.
A comienzos de junio de 1936, Schuschnigg visitó a Mussolini y le expuso sus propuestas para lograr un acuerdo con los nazis, que el caudillo italiano apoyó, deseando mejorar la relación con Alemania y deshacerse de la necesidad de defender a los austriacos frente a aquellos, ocupado como estaba en otros problemas de política internacional (primero la guerra en Abisinia y poco después la intervención en España).

### El «acuerdo entre caballeros»
Logrado el beneplácito del protector italiano, Schuschnigg presentó su plan al embajador alemán Papen, con el que alcanzó un acuerdo que incluía el reconocimiento alemán de la independencia de Austria y la promesa de no intervenir en sus asuntos internos a cambio del alineamiento de la política exterior austriaca con la Alemania nazi, la inclusión de miembros o simpatizantes de los nacionalsocialistas en el gobierno y la amnistía de sus presos. El acuerdo obtuvo la aprobación de Hitler y se firmó en la capital austriaca el 11 de julio de 1936, a pesar de los temores de las demás potencias de las consecuencias para la independencia austriaca, que aparecía en riesgo por la nueva influencia alemana. El pacto debía servir para poner fin a la tensa relación bilateral austro-germana e incluía la promesa de los firmantes de no entrometerse en la política del otro, el reconocimiento explícito alemán de la total independencia austriaca y la admisión del Gobierno vienés de la necesidad de mantener una política exterior alineada con la alemana. Aunque se realizó un comunicado público, parte del acuerdo se mantuvo en secreto. Para el Gobierno austríaco, fue un método para intentar ganar tiempo para mejorar la situación militar y económica, obtener respaldo británico, francés o italiano frente a Alemania y tratar de evitar una invasión militar.
A pesar de las esperanzas de Schuschnigg en los frutos del acuerdo, este significó el comienzo del fin de la independencia austriaca, debido a la interpretación opuesta del mismo por las partes: mientras que para el canciller austriaco significaba el final del conflicto con los nazis y la creación de un equilibrio definitivo, para los nazis era simplemente el primer paso hacia su objetivo de anexión del país. La aparente mejora de las relaciones con los nacionalsocialistas, sin embargo, hizo que el canciller se creyese menos dependiente de la Heimwehr y acabase por disolver la organización el 10 de octubre. Las concesiones austriacas no satisficieron al Gobierno berlinés y a finales de noviembre las diferencias entre los dos gobiernos condujeron a una nueva negociación bilateral, esta vez celebrada en Berlín. El protocolo que resultó de la visita incluía el compromiso de reducir la censura, aumentar las relaciones comerciales, reforzar el papel austriaco en la «lucha contra el bolchevismo», mantener el alineamiento en política exterior de Austria con Alemania y la prohibición efectiva de que aquella alcanzase ningún acuerdo con la Pequeña Entente sin el permiso alemán. El nuevo acuerdo, sin embargo, tampoco sirvió para reducir las tensiones entre los dos países.

### Desinterés italiano y aislamiento
Enfrascado en la guerra en España, Mussolini había abandonado, salvo en las apariencias, a sus protegidos austriacos, a los que, en abril de 1937, volvió a recomendar que alcanzasen un acuerdo definitivo con los alemanes. La proclamación por Mussolini, el 1 de noviembre de 1936 en Milán, de «un eje en torno al cual todas las demás naciones de Europa podían agruparse» —la alianza con Alemania— supuso el fin de la política exterior italiana independiente en Centroeuropa y la entrega al Reich del dominio sobre Austria. En abril de 1937, Mussolini indicó que el apoyo a la independencia austriaca ya no sería militar, sino político, mediante la utilización del Eje. A finales de mayo, el ministro de Asuntos Exteriores italiano ya admitía abiertamente la futura unión de Austria con Alemania. Dadas las importantes relaciones comerciales entre Hungría, Italia, Yugoslavia y Alemania, Austria sólo podía contar con el apoyo checoslovaco contra los alemanes, pero las diferencias entre la autoritaria Austria y la democrática Checoslovaquia descartaban esta posibilidad: el gobierno austriaco se encontraba más aislado internacionalmente que nunca ante el peligro de anexión alemana.
Tras el acuerdo con los alemanes de julio de 1936 y la aquiescencia de Mussolini a la supresión de la Heimwehr, la posición interna de Schuschnigg parecía reforzada, pero se debía más que nunca a la tolerancia del régimen (ya sin apoyo paramilitar alguno) por parte de los nazis. El concierto con Alemania no hizo que el canciller abandonase sus intentos de obtener una garantía territorial de Francia, Italia y el Reino Unido, que retomó el mismo mes de julio de 1936 y nuevamente en abril y mayo de 1937, una vez más en vano. El tardío interés francés en reforzar la posición de Schuschnigg en la primavera de 1937 chocó con la negativa británica a participar en los problemas centroeuropeos: sin la participación británica, Francia no se atrevió a comprometerse con el Gobierno vienés.

### Arthur Seyß-Inquart y las nuevas concesiones

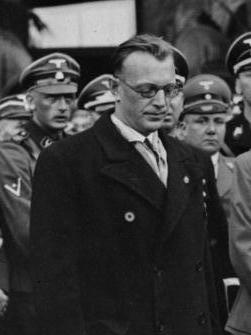
Seyß-Inquart, el principal representante nazi en Austria.

Durante el verano, se intensificó el hostigamiento nazi al Gobierno austriaco, que contaba cada vez con menor apoyo italiano. Para mejorar la situación Schuschnigg emprendió contactos con Berlín y a finales de octubre, los diplomáticos austriacos trataron de conseguir que el canciller se reuniese con Hermann Göring para tratar las desavenencias entre los dos Estados. Aunque los alemanes rechazaron esta propuesta, en diciembre Von Papen sugirió una entrevista entre los dos cancilleres, que los austriacos acabaron aceptando el 7 de enero de 1938. Tras largas negociaciones sobre el orden del día de la reunión, esta se fijó finalmente para el 12 de febrero. Aunque Schuschnigg esperaba simplemente un acuerdo según los términos de 1936, Hitler le impuso una serie de condiciones que en la práctica abolían la independencia austriaca: la admisión de los nacionalsocialistas en el Frente Patriótico, la proclamación de esta ideología como compatible con la del Estado austriaco, la liberación de los presos por actividades relacionadas con los nazis, mayor cooperación militar y la inclusión en el Consejo de Ministros de dos simpatizantes del partido, Arthur Seyß-Inquart como ministro del Interior y Hans Fischböck como responsable de la cartera de Finanzas. Tres días más tarde y de acuerdo al ultimátum alemán, el Ejecutivo austriaco aceptó las condiciones del caudillo alemán. Italia, aunque disgustada por no haber participado en las negociaciones, no presentó queja formal alguna en Berlín y públicamente ensalzó el convenio bilateral austro-germano.
A mediados de junio de 1937 Schuschnigg decidió incluir al abogado Seyß-Inquart como representante de la "oposición nacional" cercana a los nazis en el gobierno. Convencido de la semejanza de sus objetivos, Schuschnigg no comprendió la cercanía de Seyß-Inquart con los nazis. 
Este trató de obtener mayores concesiones del canciller y logró amplias cesiones que fueron comunicadas y utilizadas por Hitler cuando el canciller austriaco visitó al caudillo alemán en febrero de 1938. Las amenazas de Hitler se basaban en el conocimiento de que el canciller austriaco ya había prometido la aceptación de sus exigencias en sus negociaciones de las semanas anteriores con Seyß-Inquart. Aquel sólo logró la aceptación de las condiciones pactadas anteriormente en Viena por Schuschnigg y Seyß-Inquart, siendo el resto rechazadas.
De regreso en Viena, Schuschnigg hubo de enfrentarse a la supuesta amenaza militar alemana (que Hitler mantenía para lograr la aplicación de las concesiones obtenidas) y a la oposición interna a las concesiones a los nazis, que incluían al presidente de la república, Wilhelm Miklas. Ante el amago de dimisión de Schuschnigg y la imposibilidad de encontrar un candidato alternativo para encabezar un gobierno con una política alternativa, el presidente cedió ante Schuschnigg y aceptó lo pactado con Hitler.
Seyß-Inquart fue nombrado ministro de Interior y Seguridad, pero Schuschnigg lo rodeó de secretarios de Estado de su confianza que recortaban su poder sobre las fuerzas de seguridad, a la vez que nombraba a otros cargos fieles. La nueva amnistía de presos, que liberó a socialistas y nazis, se tradujo en disturbios callejeros y manifestaciones de estos que fueron controladas con dificultad.

### El plebiscito y el ultimátum alemán
En febrero de 1938, el canciller solicitó infructuosamente el auxilio británico e italiano ante la inminente agresión alemana. Mussolini decidió formalmente no intervenir militarmente en favor de la independencia austriaca el 27 de febrero. El canciller trató de lograr el apoyo de los socialistas en el último momento, después de años de persecución. Aunque obtuvo el respaldo de la oposición de izquierda, no se atrevió a eliminar por la fuerza al nacionalsocialismo austriaco y a poner en alerta el Ejército.
Convencido al fin que ninguna concesión bastaría para contener a los nazis, Schuschnigg decidió pedir el apoyo a su gobierno y a la independencia del país en un plebiscito convocado por sorpresa que había de celebrarse el 13 de marzo de 1938, sin dar tiempo a los nazis a preparar una campaña ni al gobierno alemán a intervenir. Los preparativos comenzaron en 4 de marzo y el anuncio se realizó el 9. La votación no contaba con garantías (no había censo fiable, no había tiempo para hacer campaña y la pregunta no daba alternativas y los votantes de menos de 24 años quedaban excluidos, para rebajar las posibilidades de respaldo del no), pero se convocaba con fines propagandísticos y para aliviar la presión alemana. Roma, contraria a todo enfrentamiento con Berlín, condenó el proyecto del canciller austriaco.
El plan del canciller se filtró a los dirigentes nazis austriacos, que confirmaron la información con Seyß-Inquart (a quien Schuschnigg había comunicado sus planes el día 8) antes de informar a Hitler.

## La anexión (Anschluss)

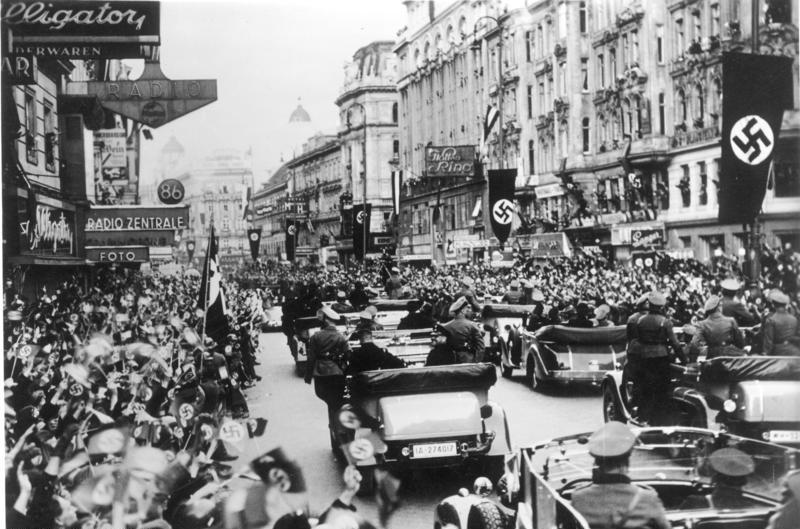
Entrada triunfal de Hitler en Viena,, tras la renuncia de Schuschnigg.

Frente a las presiones de los nazis, que le impusieron la incorporación de Arthur Seyß-Inquart a su gabinete, convocó un plebiscito para el 13 de marzo de 1938 buscando recabar apoyo para evitar una invasión alemana. La convocatoria se anunció el 9 de marzo.
El 10 de marzo, Hitler ordenó la movilización de las tropas alemanas de la frontera austríaca. Al mismo tiempo, Hitler dio carta blanca a los dirigentes nazis austriacos para tomar las medidas que considerasen oportunas contra la celebración de la votación y ordenó a Seyß-Inquart exigir al canciller austriaco el retraso del plebiscito y un cambio en su planteamiento que permitiese la victoria de los nacionalsocialistas. Los partidarios del nacionalsocialismo (nazis) austríaco se echaron a la calle en Viena, Linz, Graz y Klagenfurt, procurando la necesaria presión sobre el canciller para que aceptase las reivindicaciones de Seyß-Inquart.
El partido socialista austríaco se colocó al lado de Schuschnigg por oposición a la anexión alemana. A pesar del respaldo de los socialistas austríacos, Hitler no retrocedió y el 11 de marzo solicitó una prórroga de la fecha del plebiscito de seis semanas para permitir hacer campaña a favor de la anexión. Las exigencias fueron presentadas la mañana del 11 de marzo y Seyß-Inquart decidió extender el plazo del ultimátum de Hitler del mediodía a las dos de la tarde. Los nazis austriacos, que no deseaban una capitulación debida únicamente la presión extranjera que debilitaría su posición, plantearon el ultimátum por separado al canciller. Hitler exigió la renuncia de Schuschnigg y la formación de un nuevo gabinete presidido por Seyß-Inquart; los intentos del canciller de obtener el respaldo de Mussolini fueron infructuosos, Italia mostró total indiferencia a la petición de auxilio austriaca. Ante la presión, Schuschnigg cedió y canceló la votación.
Göring, informado por Seyß-Inquart de la claudicación de Schuschnigg a las 2:45, decidió aprovechar la situación y forzar la rendición total del Gobierno austriaco, indicando a Seyß-Inquart que las concesiones de Schuschnigg ya no bastaban. Habiendo convencido en ese momento a Hitler, Göring comunicó a Seyß-Inquart que ahora se exigía el nombramiento de Seyß-Inquart  como canciller y la renuncia de Schuschnigg. El presidente austriaco Miklas no aceptó reemplazar a Schussnigg, a lo que respondió Hitler a través de su embajada en Viena a las 6:30 p. m. que 200 000 soldados alemanes cruzarían la frontera a menos que se cumpliesen cinco condiciones:
- Primera: Dimisión de Kurt Schuschnigg.
- Segunda: Nombramiento de Seyß-Inquart como canciller austriaco.
- Tercera: Nombramiento de nazis austriacos en dos tercios de las carteras del gabinete.
- Cuarta: Libertad incondicional de acción para el partido nazi austríaco.
- Quinta: Readmisión de los exiliados austriacos pertenecientes al partido nazi.

Tras un último intento de obtener el apoyo de las demás potencias extranjeras que fracasó a lo largo de la tarde, a las 7:30 p. m., Schuschnigg dimitió declarando:

Dejo al pueblo austriaco con unas palabras alemanas de despedida, expresadas desde el fondo de mi corazón: ¡Que Dios proteja a Austria!

A pesar de la resistencia del presidente de la república, que se negó a nombrar canciller a Seyß-Inquart hasta la medianoche, los alemanes habían recibido la noticia (falsa) del nombramiento de este y de su solicitud de entrada de tropas del ejército alemán en Austria, como le había ordenado Göring. Ocupada la cancillería y nombrado un Gobierno nazi austriaco, el partido en Austria y el propio canciller Seyß-Inquart trataron de detener, infructuosamente, la entrada de tropas en el país en la madrugada del día 12. El propio Hitler entraba en Austria a las 3:50 de la tarde del día 12, proclamando su intención de anexionar Austria al Reich. No hubo ningún tipo de oposición internacional a la invasión.

## Cautiverio y posguerra
Inmediatamente después del Anschluss, Schuschnigg estuvo bajo arresto domiciliario hasta el 28 de mayo. Durante esos catorce días, la Gestapo se encargó de evitar que durmiese. Luego fue trasladado a los nuevos cuarteles generales de la Gestapo en el Hotel Metropole de Viena. Schuschnigg pasó los siguientes diecisiete meses en confinamiento solitario en una habitación del quinto piso, donde fue sometido a toda clase de humillaciones. La Gestapo lo obligó continuamente a limpiar las letrinas de las SS utilizando su toalla personal. Un año después de su caída, Schuschnigg  fue examinado por un doctor de las SS, quien lo encontró en "excelente estado" de salud, ignorando el hecho de que había perdido veintiséis kilogramos.
Luego fue encarcelado en el campo de concentración de Sachsenhausen. No obstante, Schuschnigg pudo ser acompañado por su esposa, la condesa Vera Czernin, quien se internó voluntariamente para acompañar a su esposo en su penoso cautiverio. En 1941, la pareja tuvo un hijo en Sachsenhausen. Schuschnigg y su familia vivieron en un conjunto especial de edificios de ladrillos conocidos como las "barracas de Schuschnigg". Las familias de los oficiales involucrados en el atentado del 20 de julio contra Hitler fueron trasladados a estas barracas diez días después del incidente.
En 1945, la familia Schuschnigg  fue trasladada al campo de concentración de Dachau. Posteriormente Schuschnigg escribiría un libro sobre sus experiencias en estos sombríos campos, que sería publicado en 1946 bajo el nombre de Réquiem austríaco.
Con la guerra perdida, el gobierno alemán ordenó la ejecución de diversos presos políticos, entre los que se encontraba Schuschnigg y su esposa. Schuschnigg fue trasladado hacia el sur de Tirol, con el objetivo de prevenir su liberación por las fuerzas estadounidenses. No obstante, el 4 de mayo, fuerzas norteamericanas rodearon el hotel donde estaba recluido y se evitó su ejecución.
Después de la guerra, Schuschnigg se trasladó a Estados Unidos para ocupar una cátedra en la Universidad de Saint Louis, donde ejerció hasta 1967. Su esposa murió en Misuri, en 1959, padeciendo cáncer.

## Escritos
Dejó varios escritos históricos y políticos, entre ellos Dreimal Österreich (1938) y Österreich, eine historische Schau (1946).
| Predecesor: Engelbert Dollfuss | Canciller Federal de Austria 1934-1938 | Sucesor: Arthur Seyß-Inquart |